# Auguste-Marie-Étienne de Prunelé
Auguste-Marie-Étienne de Prunelé (5 novembre 1763, Chalo-Saint-Mars - 12 mars 1846, Paris), est un homme politique français.

## Biographie
Fils de Henry de Prunelé et d'Antoinette-Guillemette de Bonsen des Epinets, il fit son droit à Paris, puis se retira dans ses propriétés de Presles (Seine-et-Oise), où il passa dans la retraite les années troublées de la Révolution, sans cependant se désintéresser complètement des événements qui s'accomplissaient alors. 
Fixé ensuite en Bretagne, il devint, en 1810, président du collège électoral de Quimperlé, et fut élu, le 4 mai 1811, par le Sénat conservateur, député du Finistère au Corps législatif. Il vota la déchéance de l'empereur. 
Sous la première Restauration, il approuva la restitution aux émigrés de leurs biens non vendus. Il ne fit pas partie d'autres assemblées. 

## Publications
- Projet de cahier pour tous les ordres (1789)
- Sur les législateurs et les conventions nationales (1791)
- Aperçu général des finances (1798)
- Mémoire sur les moyens de détruire la mendicité, dédié à Sa Majesté Louis XVIII (1814)

## Sources
- « Auguste-Marie-Étienne de Prunelé », dans Adolphe Robert et Gaston Cougny, Dictionnaire des parlementaires français, Edgar Bourloton, 1889-1891 [détail de l’édition]